# Џозеф Кизито
Џозеф Нестрој Кизито (енгл. Joseph Nestroy Kizito; Кампала, 27. јул 1982) је бивши фудбалер из Уганде и дугогодишњи капитен репрезентације Уганде. Играо је као одбрамбени играч.

## Каријера
Фудбалом је почео да се бави у клубу Вила из Уганде, а 2004. године долази у Србију и постаје члан ФК Срем. У јануару 2005. године стиже у новосадску Војводину где наступа пуних пет година. Његов гол против Црвене звезде у сезони 2005/06. је прекинуо лошу традицију његовог тима (чак 10 година без победе над Звездом). То је његов једини гол који је постигао за Новосађане. Проглашен је за најбољег фудбалера Војводине у сезони 2008/09. према избору навијача.
У лето 2010. године долази у Партизан. Ипак, члан Партизана био је само у сезони 2010/11, није се изборио за статус стандардног првотимца, па је после само годину дана напустио црно-беле. Са Партизаном је освојио титулу првака Србије и национални куп исте сезоне. Након тога се вратио у Уганду где је играо још неколико сезона.

## Трофеји

### Партизан
- Првенство Србије (1) : 2010/11.
- Куп Србије (1) : 2010/11.